# آی‌ان‌اس سیندوگوش (اس۵۵)
آی‌ان‌اس سیندوگوش (اس۵۵) (به انگلیسی: INS Sindhughosh (S55)) یک زیردریایی بود که طول آن ۷۲٫۶ متر (۲۳۸ فوت) بود. این زیردریایی در سال ۱۹۸۶ ساخته شد.